# توبولوغي لينكس
توبولوغي لينُكس (بالإنجليزية: TopologiLinux)‏ هي توزيعة لينكس مبنيَّة على سلاكوير، موجهة للعمل داخل نظام مايكروسوفت ويندوز، تقوم التوزيعة بتثبيت صورتها في ملفٍ واحد في نظام ملفات ويندوز الخاص بالمُستخدم؛ ليسمح لهُ بتشغيل برمجيَّات سلاكوير دونَ استخدام آلة افتراضية على النظام.
جاء الإصدار الأوَّل من النظام في 25 أغسطس 2002 – لنظاميّ التشغيل مايكروسوفت دوس ومايكروسوفت ويندوز – وقد وضّح موقعها بأنّها «توزيعة سهلة التحميل، ولا تحتاج لتقسيم القرص». أحدث إصدار هو 7.0.1 وتم إصداره في 10 يناير 2009. كان الإصدار 7.0.1 هو الأخير من التوزيعة ولم تعد التوزيعة نشطة أو قيد التطوير بعده.

## روابط خارجيَّة
- الموقع الرسمي

توبولوغي لينكس على موقع SourceForge (الإنجليزية)